# Supercoupe de Libye de football
La Supercoupe de la Libye est un trophée de football décerné à l'issue d'un match entre le vainqueur du Championnat de Libye et le vainqueur de la Coupe de Libye.

## Palmarès
Le palmarès de la compétition est le suivant :
- 1997 (deux matchs) : Al Tahaddy Benghazi 1–0, 0–0 Al Nasr Benghazi
- 1998 : Mahalla 3–1 Al Shat Tripoli
- 1999 : Al-Ittihad Tripoli 0–0 (11–10 penalty) Mahalla
- 2000 : Al-Ahli SC 2–0 Asswehly Sports Club
- 2001 : Al Madina 2–1 Al-Ahli SC
- 2002 : Al-Ittihad Tripoli 1–0 Al-Hilal Benghazi
- 2003 : Al-Ittihad Tripoli 3–0 Al Nasr Benghazi
- 2004 : Al-Ittihad Tripoli 5–2 Olomby
- 2005 : Al-Ittihad Tripoli 1–0 Akhdar
- 2006 : Al-Ittihad Tripoli 1–0 Al-Ahli SC
- 2007 : Al-Ittihad Tripoli 3–1 (a.p.) Akhdar
- 2008 : Al-Ittihad Tripoli 4–0 Khaleej Syrte
- 2009 : Al-Ittihad Tripoli 3–2 Al Tersana Tripoli
- 2010 : Al-Ittihad Tripoli 3–0 Al Nasr Benghazi
- 2011–2016 : Pas de supercoupe
- 2017 : Al-Ahli SC 3–0 Al-Hilal Benghazi